# FNB 필드
FNB 필드(FNB Field)은 미국의 다목적 경기장이다. 펜실베이니아주 해리스버그에 위치하고 있으며 USL 펜 FC와 마이너 리그 베이스볼 더블A 이스턴 리그 해리스버그 세너터스의 홈 경기장이다.